# Peter Roth (sciatore)
Peter Roth (Berchtesgaden, 30 gennaio 1961) è un allenatore di sci alpino ed ex sciatore alpino tedesco.
Atleta polivalente in attività tra gli anni 1980 e i primi anni 1990, in carriera conquistò una vittoria in Coppa del Mondo e sei podi complessivi; fino alla riunificazione tedesca (1990) gareggiò per la nazionale tedesca occidentale.

## Biografia

### Carriera sciistica
Il primo piazzamento internazionale di rilievo di Roth fu il 7º posto ottenuto nella combinata di Coppa del Mondo disputata il 10 gennaio 1981 a Morzine; nella stagione seguente conquistò nella medesima specialità il suo primo podio nel circuito, il 3º posto del 15 gennaio a Bad Wiessee, ed esordì ai Campionati mondiali e nella rassegna iridata di Schladming, piazzandosi 10º sempre in combinata. Ai XV Giochi olimpici invernali di Calgary 1988, suo debutto olimpico, Roth non riuscì a portare a termine nessuna delle tre gare cui prese parte, il supergigante, lo slalom gigante e lo slalom speciale. Nella stagione 1990-1991 conquistò il suo unico successo in Coppa del Mondo, in slalom speciale l'8 agosto a Mount Hutt, e partecipò ai Mondiali di Saalbach-Hinterglemm, piazzandosi 9º nella medesima specialità.
Ai XVI Giochi olimpici invernali di Albertville 1992 si classificò 16º nello slalom speciale e non completò lo slalom gigante, mentre nella stagione successiva salì per l'ultima volta sul podio in Coppa del Mondo, il 19 dicembre a Kranjska Gora in slalom speciale (3º), e prese parte ai suoi ultimi Mondiali: nella rassegna iridata di Morioka si classificò 8º nello slalom speciale. L'ultimo piazzamento in Coppa del Mondo di Roth fu il 4º posto ottenuto nello slalom speciale disputato a Garmisch-Partenkirchen il 6 febbraio 1994; in seguito partecipò alle sue ultime Olimpiadi, Lillehammer 1994, senza portare a termine lo slalom speciale. Si congedò dalle competizioni disputando lo slalom gigante di San Candido del 2 aprile 1995 valido per i Campionati tedeschi di quell'anno.

### Carriera da allenatore
Dopo il ritiro divenne allenatore nei quadri della Federazione sciistica della Germania.

## Palmarès

### Coppa del Mondo
- Miglior piazzamento in classifica generale: 26º nel 1989
- 6 podi (2 in supergigante, 2 in slalom speciale, 2 in combinata):
  - 1 vittoria
  - 1 secondo posto
  - 4 terzi posti

#### Coppa del Mondo - vittorie
| Data          | Località   | Paese         | Specialità |
| ------------- | ---------- | ------------- | ---------- |
| 8 agosto 1990 | Mount Hutt | Nuova Zelanda | SL         |

Legenda:

SL = slalom speciale

### Campionati tedeschi
- 9 medaglie (dati parziali fino alla stagione 1985-1986)[2]:
  - 6 ori (discesa libera nel 1981; slalom gigante nel 1988; slalom speciale nel 1989; slalom speciale nel 1991; slalom speciale nel 1992; slalom speciale nel 1994)
  - 3 argenti (slalom gigante nel 1989; slalom speciale nel 1990; slalom gigante nel 1992)